# Спора
Спората в биологията е репродуктивна структура за разпръскване и начин за преодоляване на неблагоприятни условия през продължителни периоди от време. Спорите са характерен етап от цикъла на живот на много растения, водорасли и гъби, както и на някои протозои. Основната разлика между спорите и семената като структури за разпръскване е, че спорите имат много по-малко резервни хранителни вещества от семената.
Спорите обикновено са хаплоидни и едноклетъчни и са продукт на мейозата в спорофита. Когато условията на живот са благоприятни, спората може да образува нов организъм чрез митотично делене и да образува многоклетъчен гаметофит, от който най-вероятно ще се образуват гамети.
Гаметите се сливат, за да образуват нов спорофит. Това явление е известно като редуване на поколенията, но по-правилният термин е „биологичен цикъл на живот“, защото може да има и повече от една фаза и да не се определя точно като редуване. Спорите, образувани посредством митоза (известни като митоспори), се използват от много гъби като безполов начин на размножаване.
Спорите са един от видовете на безполово размножаване, защото от една спора се образува един организъм. За разлика от тях гаметите са вид полово размножаване, защото трябва да има сливане на две от тях, за да се даде началото на нов организъм.
Терминът спора може да се отнася и за стадий от живота на бактериите. Тези спори обаче са по-познати като ендоспори и не са „истински спори“ в значението, което се обсъжда в тази статия.
Терминът произлиза от древногръцката дума σπορα (спора), означаваща семе.